# Dal bhat
Dal bhat es un plato tradicional del Nepal que consiste en alimentos básicos como puede ser el arroz (bhat) y la sopa de lenteja dal). Se trata del plato nacional del Nepal.

## Características
Se trata de un plato considerado la mayoría de las veces acompañado de una guarnición (por regla general algo especiado, pero casi siempre ligeramente ácido o amargo) denominada tarkari que puede ser de verduras o cárnico, por regla general dependiendo de la celebración o de las costumbres culinarias de la familia. Las recetas para su elaboración varían dependiendo de la localidad, el grupo étnico, familia, etc. El Dal consiste por regla general en lentejas (de diferentes tipos acorde con los gustos del cocinero), tomates, cebolla, chilli y jengibre acompañado de hierbas y especias diversas como el coriandro, el garam masala y la cúrcuma.